# Otllak
Otllak es una localidad albanesa del condado de Berat. Se encuentra situada en el centro-sur del país y desde 2015 está constituida como una unidad administrativa del municipio de Berat. A finales de 2011, el territorio de la actual unidad administrativa tenía 9218 habitantes.
La unidad administrativa incluye los pueblos de Balibardhë, Dushnik, Lapardha 1, Lapardha 2, Moravë, Orizaj, Otllak, Qereshnik, Ullinjas y Vodëz e Sipërme.
Se ubica en la periferia septentrional de la capital municipal Berat, en la salida de la ciudad por la carretera SH72 que lleva a Lushnjë.